# سنگ‌نگاره کورانگون
سنگ‌نگاره کورانگون یا کورَنگان (که با نام‌های گورانگون و کورنگون هم نامیده می‌شود که نخستین بار توسط مورخ و باستان‌شناس آلمانی بارون مکس وان اوفنهایم به جهان معرفی شد، این سنگ نگاره با نام «حجاری ایلامی (گورانگون)» در فهرست آثار ملی ایران به ثبت رسیده‌است) نقش‌برجسته‌ای مربوط به دوره ایلامیان است و در شهرستان رستم، ۵ کیلومتری جنوب مصیری جای گرفته‌است.متاسفانه بی هویتی و عدم تعلق خاطر مسولین وقت میراث فرهنگی به تاریخ کهن این مرز و بوم باعث دست درازی جاهلان و حفاران بی خرد به این اثر کهن و شگرف گشته و تقریبا دیگر اثری واضح از سنگ نگاره در دسترس نیست و به سختی اشکال را بتوان تجسم کرد در پشت سنگ نگاره ساختمان نیایشگاهی که جدیدتر می نماید پیدا شده ولی توسط حفاران در معرض نابودی کلی است.. ویژگی اصلی این نقش نگاره و مقبره دا و دوور مشرف بودن به رودخانه رو به غروب بودن در ارتفاع بودن و آشیانه های متعدد عقاب ها در اطراف آنهاست..  این اثر در تاریخ ۳۰ خرداد ۱۳۱۵ با شمارهٔ ثبت ۲۵۴ به‌عنوان یکی از آثار ملی ایران به ثبت رسیده‌است.

## جایگاه جغرافیایی
عده ای اشتباها این نقش را قدیمی‌ترین نقش جهان میدانند اما قدیمی ترین نقش برجسته شناخته شده نقش ثلاث باباجانی در کرمانشاه میباشد
. نقش ایلامی کورنگون با دیرینگی بیش از ۳۰۰۰ سال پیش از زایش مسیح، که در شمال استان فارس، در ده کیلومتری شمال غربی شهر فهلیان در نزدیکی روستای سه تلون یا سه تلان، بین راه آسفالت بهبهان به شیراز و در کنار رودخانه فهلیان در ارتفاع ۱۰۰ متری از کنار جاده واقع شده‌است.
همچنین شهرستان رستم، استان فارس و شهرهای مصیری و نورآباد ممسنی به این نقش برجسته مشهور ایلامی نزدیک هستند.

## ویژگی‌ها
نقش برجسته کورانگون نمایش نیایش آب و مراسمی مذهبی است و در حدود یک کیلومتری کاخ جنجان و شهر باستانی لیدوما و در دل صخره بزرگی قرار دارد. در این نقش برجسته ایزد ناشناختهٔ ایلامی بر تختی که به مانند ماری چنبره زده، نشسته‌است و جامی در دست راست دارد که دو جریان آذرخش گونه یا آب از ان بیرون زده و هر یک به سمت دو فرد کنار او در حرکت است و وارد جامی می‌شود که در دستان انهاست. در سمت چپ و در کنار ایزد، ایزدبانویی یا همسر وی بر تختی نشسته که دیگر قابل شناختن نیست ولی بنظر می‌رسد شبیه تخت ایزد بوده‌است. ایزدبانو تاج یا سرپوشی با دو شاخ بزرگ، که تاج خدایان است بر سر دارد و لباس و تن‌پوش وی بلندتر از ایزد است و تمام تن و پاهای وی را می‌پوشاند، دستهایش به سنت ایلامیان در مقابل سینه و شکم برهم گذاشته شده‌است. پشت سر ایزدان دو نفر با دو حالت دگرگون با لباسی بلند ایستاده که یکی در حال نیایش و دیگری جام را در دست دارد. آتشدان فروزان در مقابل ایزدان قرار گرفته و سه نفر با اندکی فاصله در مقابل آنان ایستاده‌اند که بنظر یکی با لباس بلندتر در میان و دو مرد در هر طرف وی باشند، فرد جلویی جام مقدس را در دست دارد که شراره آذرخش ایزد وارد ان می‌شود و از نظر والتر هینز ایلام‌شناس و ایران‌شناس مشهور آلمانی نگهدارندگان جام شاه و برادران یا جانشینان وی هستند و این‌نقش برجسته ایزد آسمان ،هومبان(Homban) و ایزد بانوی کنار وی، کیری‌ریشا / کری‌ریشا(kiririsha) یا ایزد آسمان و مادر خدایان و همسر هومبان، آپارتی یا پارتی(aparti/parti) است.
در کنار این نقش، نیایش کنندگانی در اطراف آن وجود دارند و ماهی‌هایی که در آب در حال شنا کردن هستند دیده می‌شود

## نگارخانه

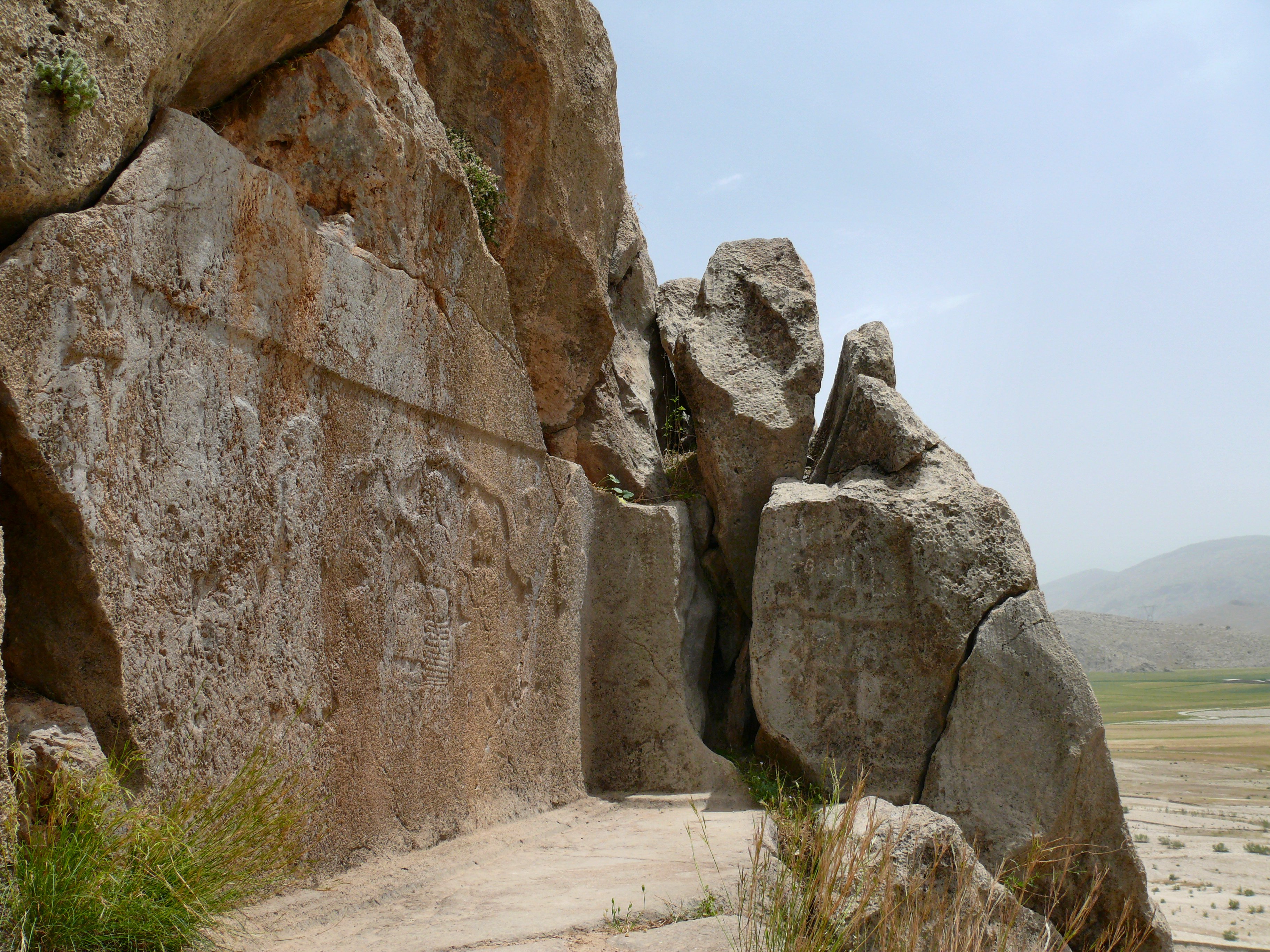
بخش میانی و بخش راست که بعدا افزوده شده‌است.
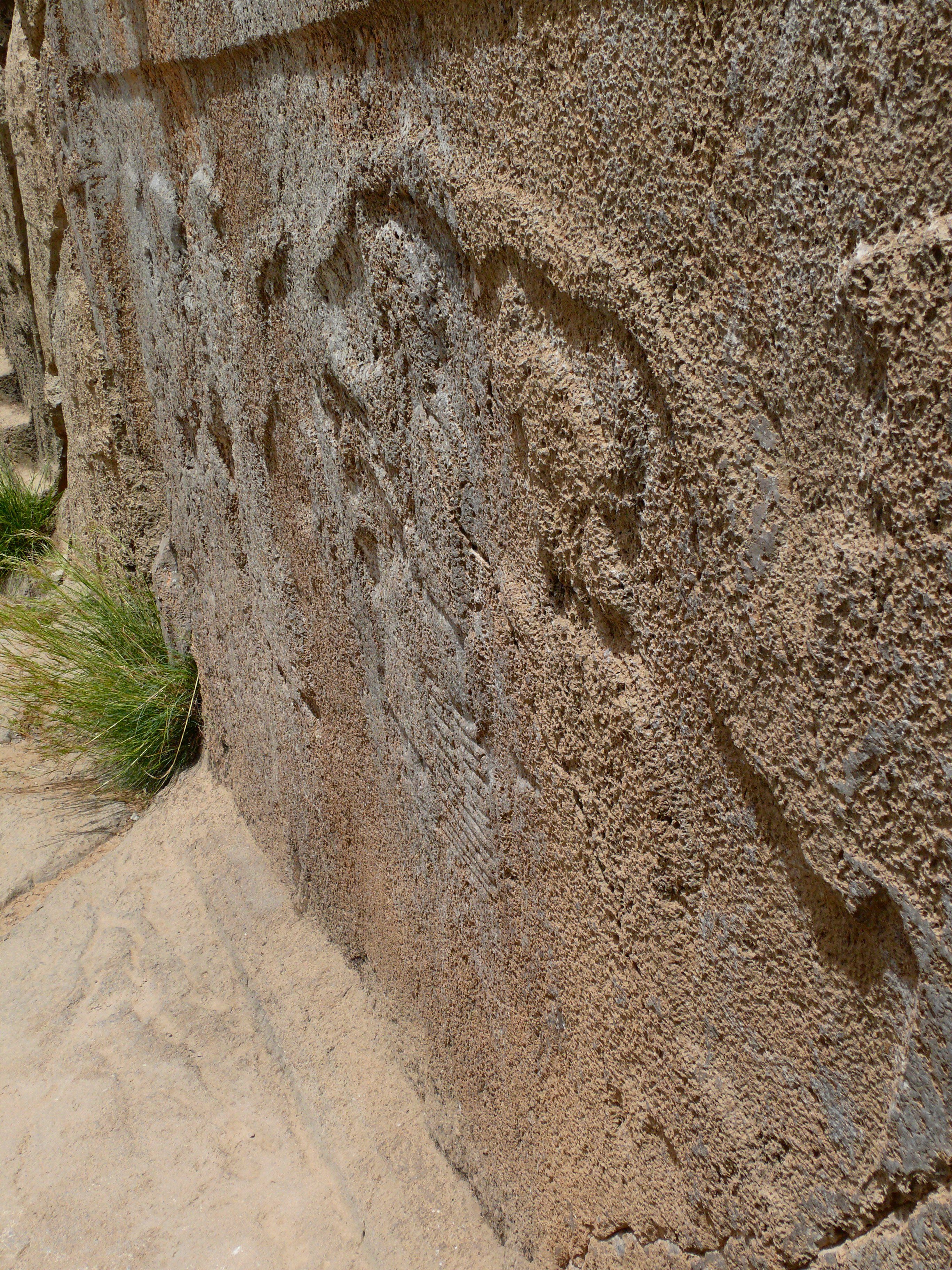
نقش بستر رود و ماهیان.
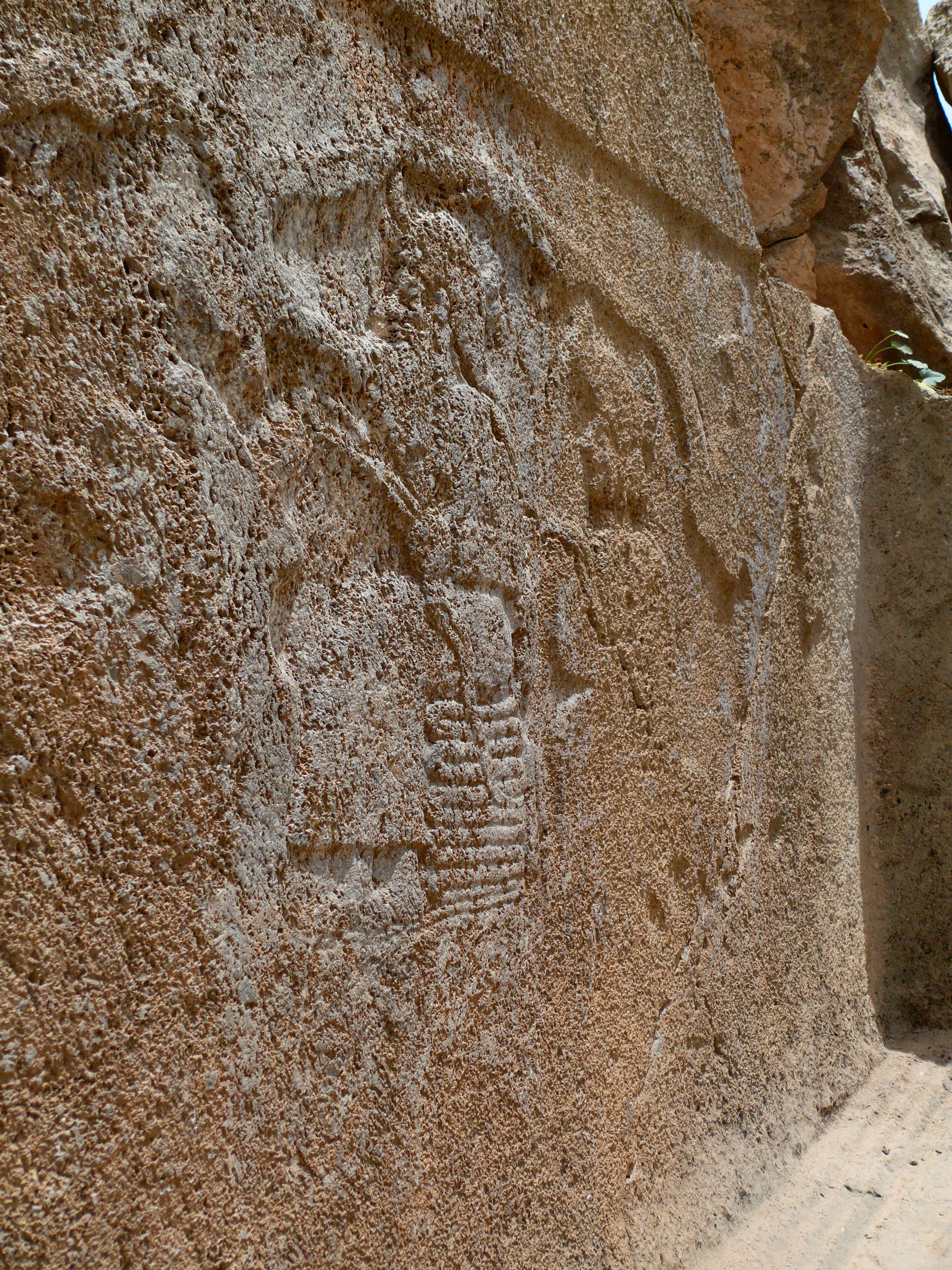
واقع در بخش میانی سنگ‌نگاره: ایزدان نشسته بر تخت.
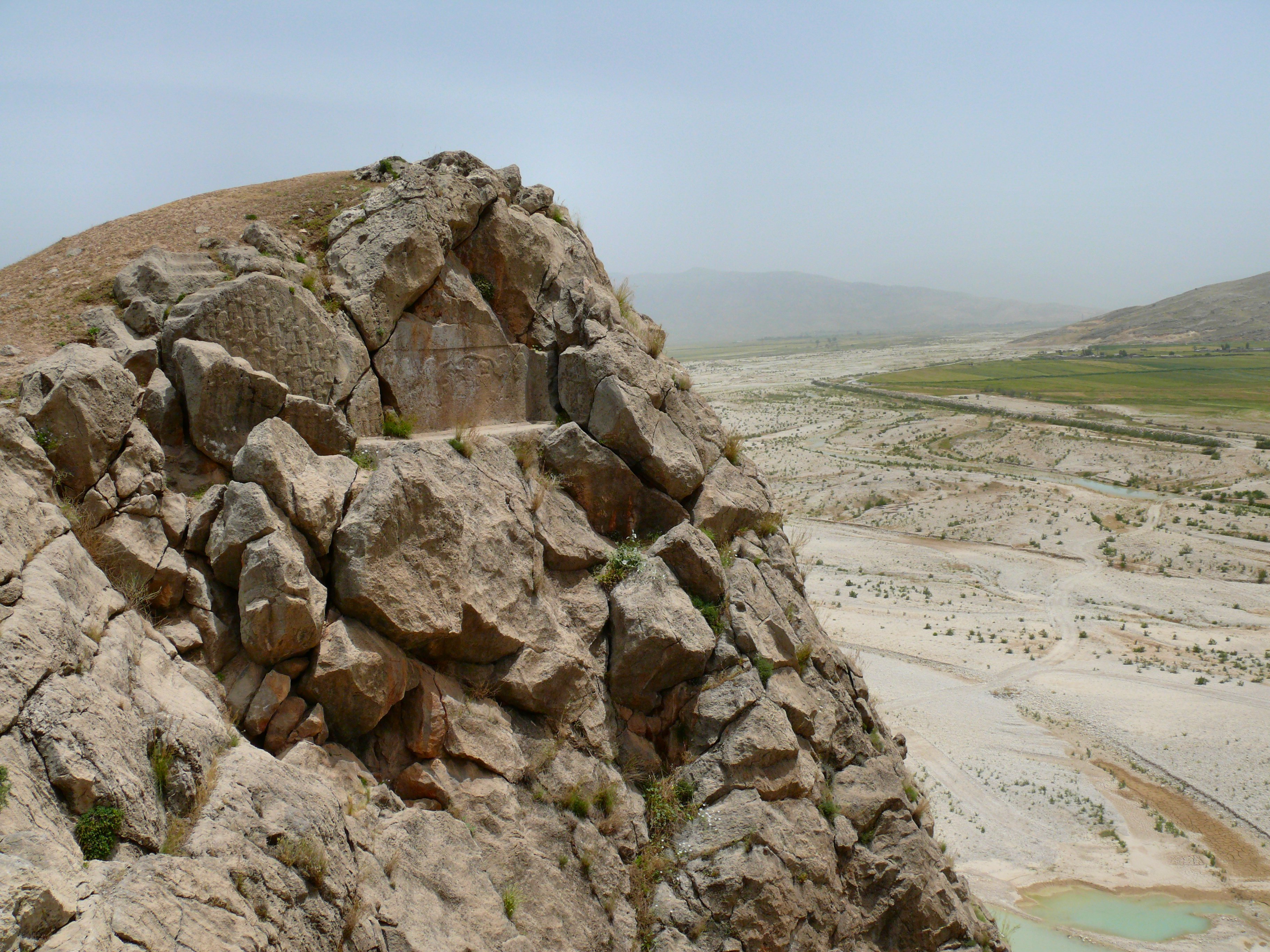
نمای کورنگان از فاصله.
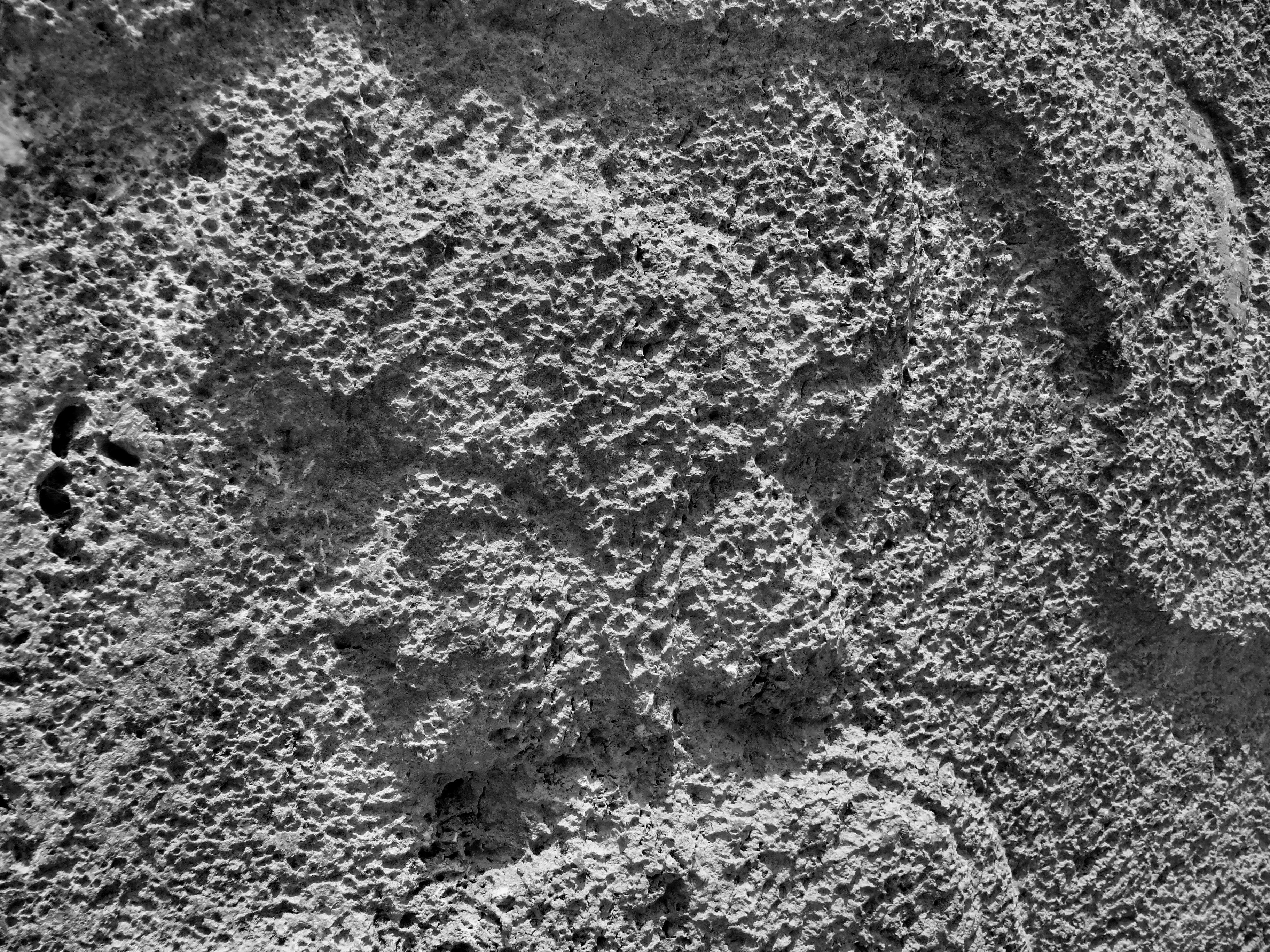
واقع در بخش میانی: جزئیات سر یک ایزدبانو (ناپیریشا؟) که بر تخت نشسته و کلاهی شاخدار به‌سر دارد. بالای سر او ابری راه‌راه از دود یا بخار نقش شده‌است.
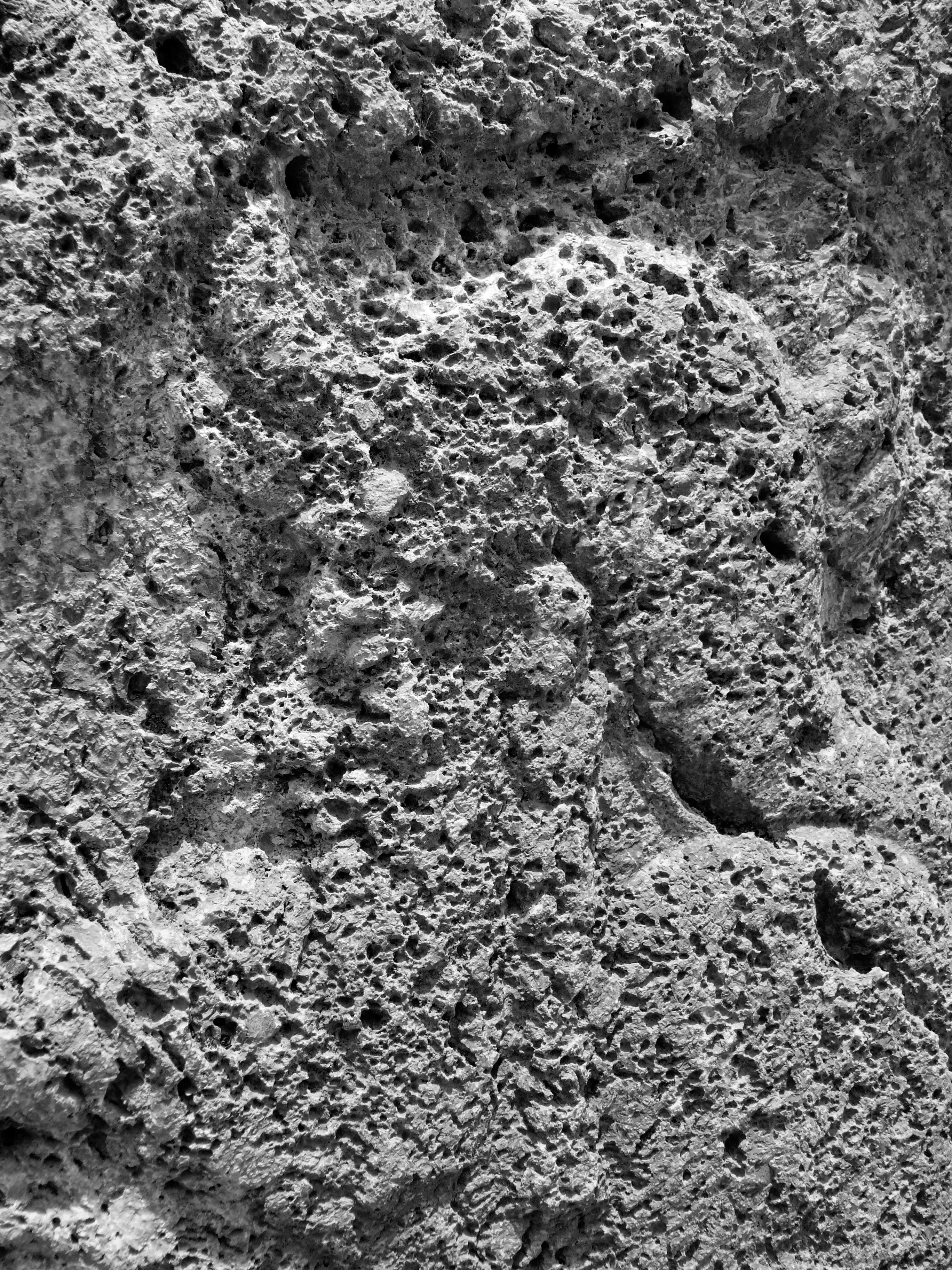
واقع در بخش میانی: جزئیات سر یک ایزد مذکر (اینشوشیناک؟) که بر تخت نشسته و کلاهی شاخدار به‌سر دارد. بالای سر او ابری راه‌راه از دود یا بخار نقش شده‌است.
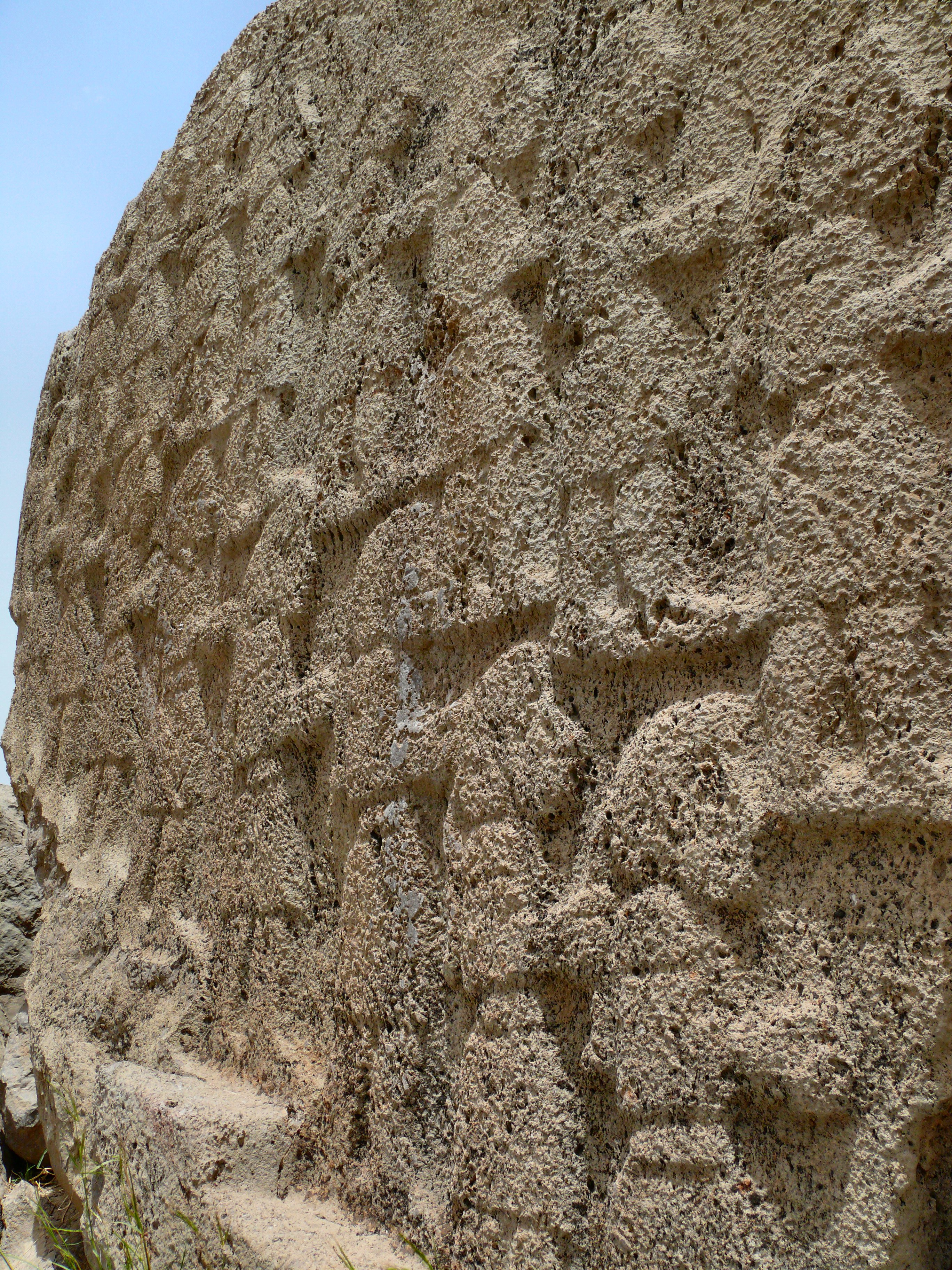
دسته‌های نیایشگران در سمت چپ.
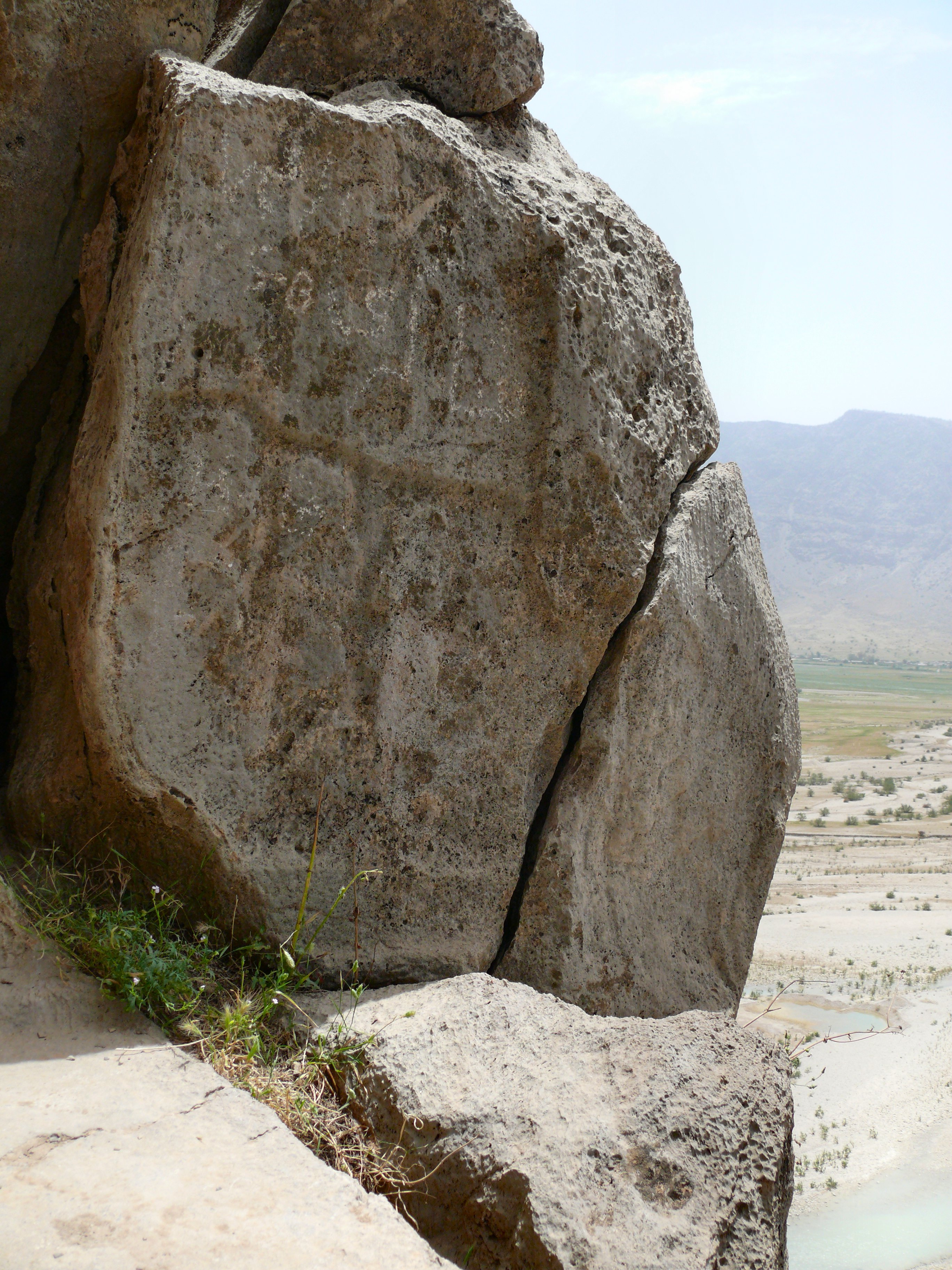
صفوف نیایشگران در کادر سمت راست که بعدا اضافه شده‌است.